# Rutan Voyager
Rutan Voyager (Model 76 Voyager) je rekordní letoun, dílo pokrokové konstrukce technologie, navržené Burtem Rutanem. Byl postaven za jediným účelem: obletět svět bez mezipřistání. To se povedlo v prosinci roku 1986 Dicku Rutanovi a Jeanně Yagerové. Jejich let trval 216 hodin a urazili při něm vzdálenost 40252 kilometrů.

## Technické údaje
- Posádka: 2
- Rozpětí: 33,83 m
- Délka: 7,86 m
- Výška: 3,18 m
- Nosná plocha: 30,10 m2
- Hmotnost prázdného letounu: 842 kg
  - Hmotnost při odletu ke světovému rekordu: 4472 kg
- Pohonná jednotka: kapalinou chlazený zadní motor Teledyne Continental Voyager O-200 s 82 kW (108 k) a vzduchem chlazený přední motor Standard Continental model O-240 s 97 kW (128 k)
- Rychlost: 193 km/h (se zadním větrem 238 km/h)
- Dolet: 41 840 km